# Poritidae
Poritidae J.E. Gray, 1842 è una famiglia di madrepore della sottoclasse degli Esacoralli.

## Descrizione
Le Poritidae sono una famiglia di coralli coloniali ermatipici. Le colonie sono di dimensioni e forma variabili ma la maggior parte sono massicce, laminari o ramose. I coralliti di solito sono compattati, con poco o nessun cenosteo. Pareti e setti sono porosi. Secondo il biologo australiano John Edward Norwood Veron le Poritidae sono una famiglia geneticamente isolata e formata da un insieme eterogeneo di generi abbastanza distanti tra loro.

## Tassonomia
La famiglia Poritidae comprende i seguenti generi:
- Bernardpora Kitano & Fukami, 2014 (1 specie)
- Goniopora de Blainville, 1830 (29 spp.)
- Porites Link, 1807 (77 spp.)
- Stylaraea Milne Edwards & Haime, 1851 (1 sp.)